# Zirrhose

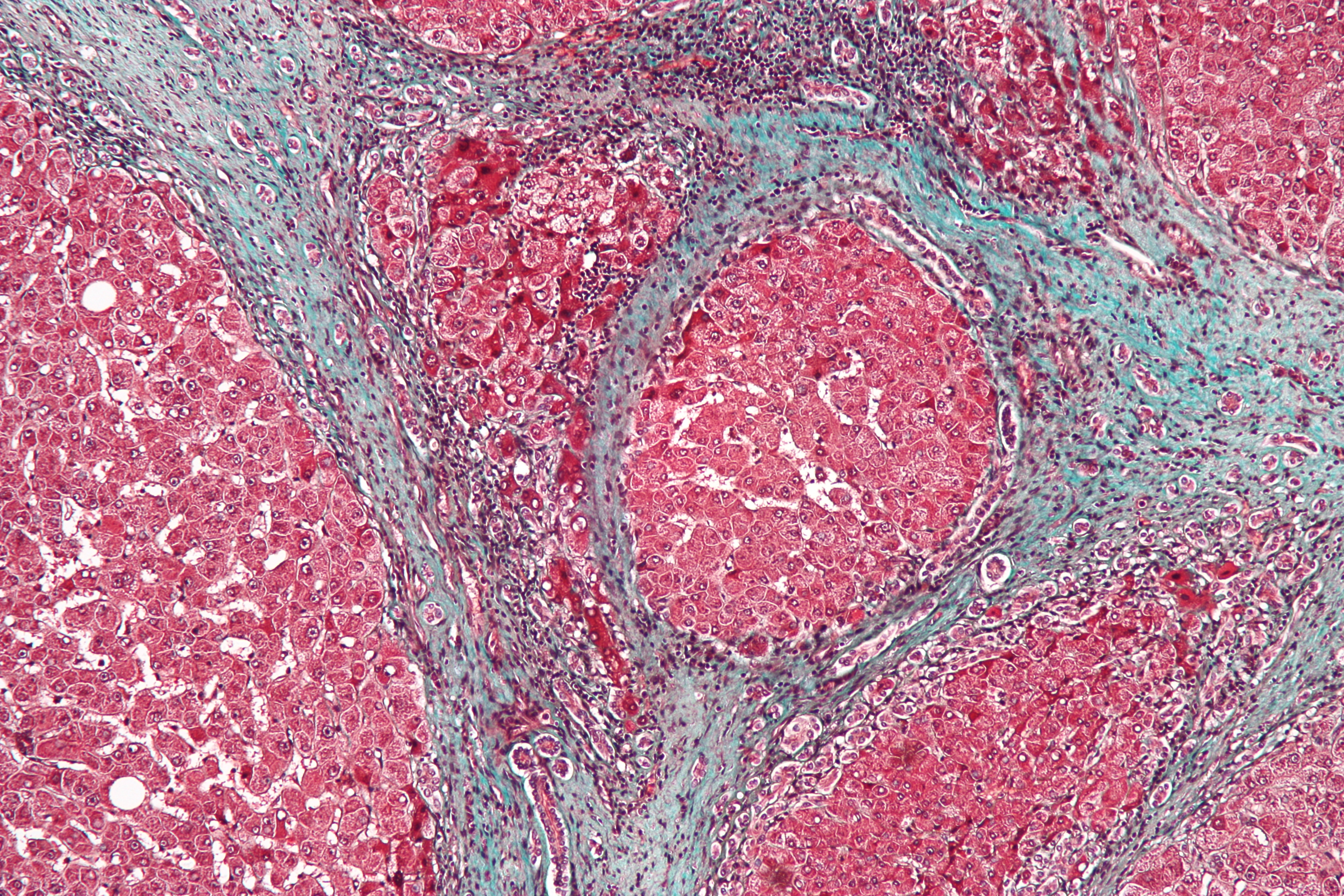
Mikrofoto einer Leber-Zirrhose als Folge einer Alkoholkrankheit.

Eine Zirrhose (Cirrhosis, früher auch Cirrhose) ist ein fortschreitendes Krankheitsgeschehen, das durch Bindegewebsvermehrung infolge einer chronischen Entzündung zur Verhärtung und narbigen Schrumpfung eines Organs und zum Untergang von Funktionsgewebe (Parenchym) führt. Sie stellt damit die gemeinsame Endstrecke einer großen Anzahl an zugrunde liegenden Erkrankungen dar.
Eine Zirrhose kann in verschiedenen Organen wie Lunge (etwa bei Tuberkulose), Magen, Bauchspeicheldrüse, Brust oder Niere (Schrumpfniere) auftreten, hauptsächlich jedoch in der Leber. Diese Leberzirrhose ist mehrheitlich auf die Alkoholkrankheit und chronische Virushepatitiden (Hepatitis B, Hepatitis C) zurückzuführen.